# 加蒂諾
加蒂诺（/ˈɡætɪnoʊ/，法語：[ɡatino]）是加拿大的一個城市。位於魁北克省西南部。2011年人口265,349，较2006年统计增长9.6%。其中操法語的居民占总人口的78.5%。加蒂诺位处渥太华河与加蒂诺河的交汇处。隔河与加拿大首都渥太华相望，是首都圈地区（NCR）的组成部分之一。
在行政区域方面，加蒂诺属于魁北克省乌塔韦区。经过2002年的城市合并之后，目前的加蒂诺市包括西边的艾尔默（Aylmer）、中间的荷爾（Hull），以及东部狭义上的加蒂诺（Gatineau）。

## 历史
在欧洲人到来之前，此地定居着尼什那比人。目前加蒂诺市中心的地区最早被称为赫尔（Hull），是国家首都地区最早的欧洲定居点。赫尔在1800年由农场主费勒蒙·赖特（Philemon Wright）在渥太华河北岸建立，起初只是一个小型的农业社区，不过赖特同时也利用当地的资源进行木材贸易。最终定居点被称为赖特镇（Wrightstown）。在1820年之前，当地只有700多名居民。之后来自英国和爱尔兰的移民大规模涌入，迅速增加了赫尔的人口，大量男性从事木材贸易工作。1861年，赫尔的人口为3,711人。
法裔加拿大人同样不断迁入赫尔，并且直接改变了当地的人口构成。到1920年，法裔已经占到了赫尔人口的90%。
在渥太华河的南岸，在1812年战争结束后，为了防备美国可能的入侵，英国上校约翰·拜（John By）负责修建了丽都运河，而在运河的终点则是以他命名的拜镇（Bytown），拜镇经过19世纪中期的发展，最终形成现在加拿大的首都渥太华。
1900年，赫尔和渥太华发生严重火灾，19世纪以前的建筑物以及连接两岸的绍迪埃大桥（Chaudière Bridge）被燃烧殆尽，被迫进行重建。
在二战中，赫尔区和萨格奈-圣让湖区、圣海伦岛等一样，主要用来关押轴心国的战俘，主要是德国人和意大利人。在1944年拒绝服役的加拿大公民也被关押在这里。战俘们需要从事严峻的体力劳动。
20世纪70年代到80年代，赫尔进行了大规模的改造，众多旧建筑被直接拆除，同时新建了很多办公楼。大约有4000名市民被迫离开了此地。

## 地理

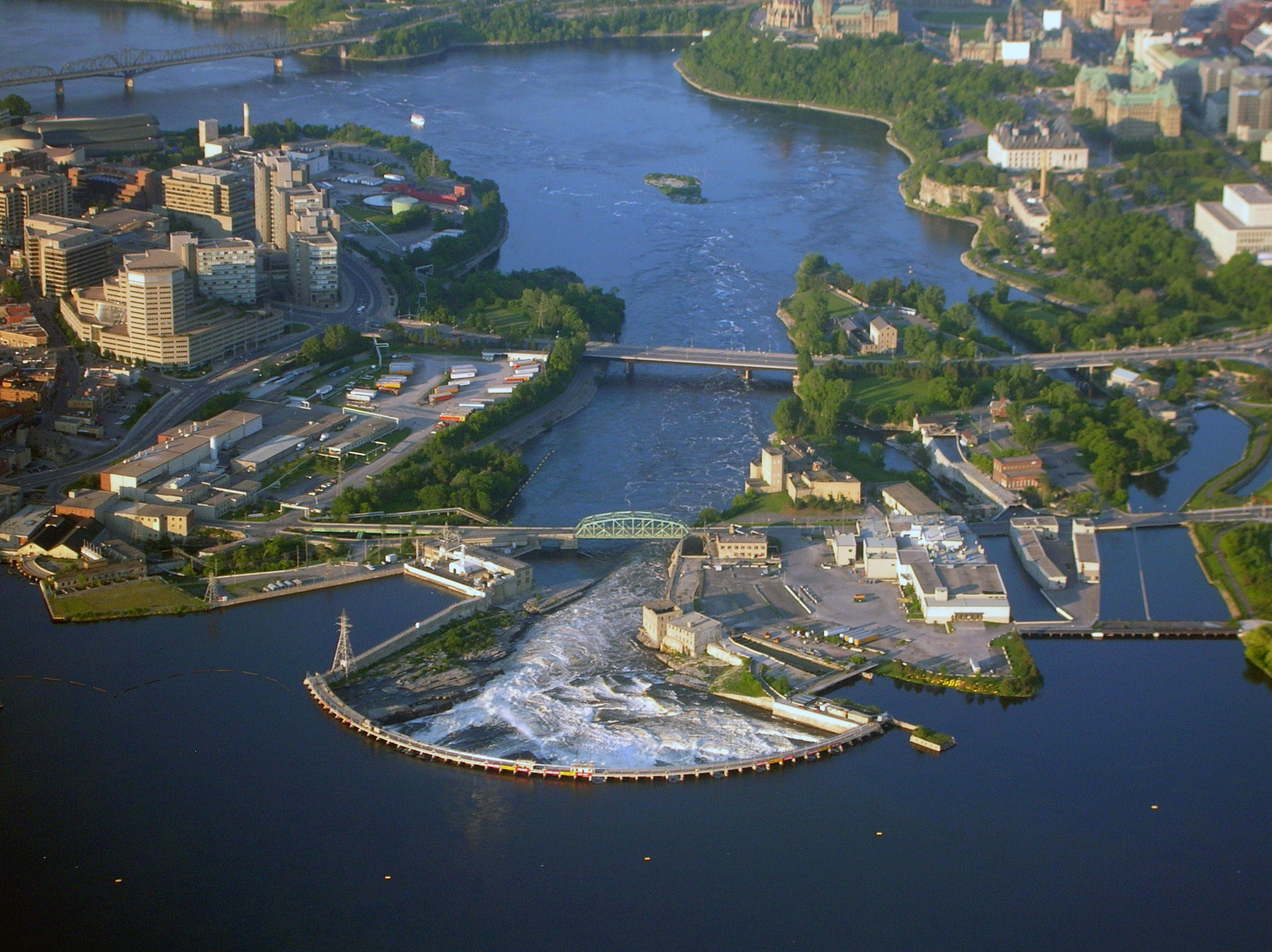
流经加蒂诺的渥太华河

加蒂诺位于魁北克省的西南部，与安大略省隔河相望。气候属于大陆性湿润气候（柯本气候类型：Dfb）。加蒂诺山位于洛朗蒂德山脉的山脚，提供高山滑雪和单板滑雪的机会。加蒂诺位于加拿大地盾和圣劳伦斯低地的结合部附近，因此可能会发生一些小规模的地震。2010年加拿大中部地震的震央就位于加蒂诺下辖的白金汉镇，震级为5.0。

## 人口
根据加拿大统计局2021年的统计，加蒂诺人口为291,041人，比2016年增加了5.4%。城市面积为341.84平方公里，所以人口密度为851.4人/平方公里。大部分居民居住在艾尔默、赫尔和老加蒂诺三个主城区，而马松-昂热和白金汉镇则属于郊区。加蒂诺是魁北克省第四大城市，仅次于蒙特利尔、魁北克市和拉瓦勒。

### 少数族裔
2001年统计数据，加蒂诺人口有4.3%自定为可见少数族裔。其中1.3%为黑人、1%为阿拉伯人、0.5%为拉丁美洲裔、0.4%为华裔、0.3%为东南亚裔、0.2%为南亚裔和0.1%为菲律宾裔。第一民族约占人口的2.7%。从2001年到2006年，该地区接收了5000多名新移民，其中11%来自哥伦比亚，10%来自中国，7%来自法国，6%来自黎巴嫩，6%来自罗马尼亚，4%来自阿尔及利亚，3%来自美国和3%来自刚果。

### 语言
根据2006年的统计，法语（魁北克法语）是加蒂诺占绝对优势的母语。其次是英语。另外还有阿拉伯语、葡萄牙语和西班牙语的母语使用者。2021年的最新统计数据，母语为法语的人口占71.08%，英语占11.7%，英法双语占3%，其他语言占11.8%。

### 宗教
根据2021年的统计，加蒂诺地区宗教比例如下：
- 基督宗教 62.6%
- 无宗教 30.8%
- 伊斯兰教 5.2%
- 佛教 0.4%
- 印度教 0.2%
- 犹太教 0.1%
- 原住民信仰 0.1%
- 锡克教 0.1%
- 其他 0.5%

## 政治
加蒂诺市议会（法语：Conseil municipal de Gatineau）是加蒂诺市的行政机关，共有17名市议员和1名市长。加蒂诺也是加蒂诺司法区的机关所在地，该司法区也覆盖了附近的市镇切尔西（Chelsea）、康特雷（Cantley）和彭迪亚克（Pontiac）。乌塔韦区最高法院也位于加蒂诺。现任市长是弗朗丝·贝利斯勒（France Bélisle），任期从2021年到2025年。

### 行政区划
在2000-2006年的魁北克省市镇重组中，由5个市镇合并组成加蒂诺市，分别是艾尔默（Aylmer）、白金汉（Buckingham）、赫尔（Hull）、加蒂诺（Gatineau）和马松-昂热（Masson-Angers）。单纯从历史角度来说，赫尔是最早成立的，而且位置也最靠中心区域，但加蒂诺这个名字则获得了更多的地理区位上的支持。包括有同名的县、山、河和公园等。更关键的是从当地人口比例来说，法语名加蒂诺也更能吸引当地占绝大多数的法语人口。
在2003年，除了加蒂诺以外的四个市镇的居民都有反对合并的意见，并寻求通过市民投票发起反合并（de-merge）公投。不过最终因为赞成的投票率整体未过半（约35%），所以反合并公投未能成立。

### 选举
在2021年加拿大联邦大选中，自由党在加蒂诺获得51%的选票，稳居第一。其次是魁人政团，拿下20%的选票。

## 经济
由于加蒂诺接近首都渥太华的地缘优势，同时也是魁北克省乌塔韦区的主要城市，加拿大不少联邦和省立政府机构都位于加蒂诺。
加拿大联邦政府在渥太华河两侧都建造了不少的政府大楼，来容纳联邦公务员，其中最大的就是修地埃台。其中加拿大公务及采购部（Public Services and Procurement Canada）、加拿大官方与原住民关系及北方事务部（Crown–Indigenous Relations and Northern Affairs Canada）、加拿大环境及气候变化部（Environment and Climate Change Canada）和加拿大运输安全委员会（Transportation Safety Board of Canada）都位于加蒂诺。
整体而言，加蒂诺的经济由一些重要行业支撑，包括联邦政府、建筑业和服务业。通过企业家导入创新生态系统的举措，加蒂诺的经济正逐步走向现代化和多元化。加蒂诺创新研究所（Innovation Gatineau Institute）是一个区域性的创新中心，有启动孵化和加速管理创新业务的能力。

## 文化

### 著名景点

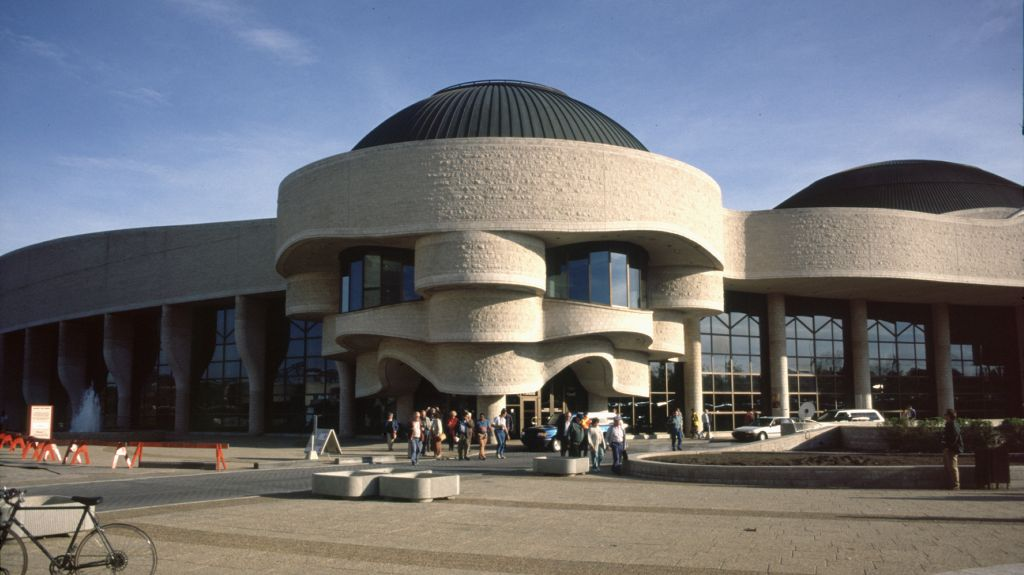
加拿大历史博物馆

- 加拿大历史博物馆
- 加蒂诺公园（英语：Gatineau Park）（Parc de la Gatineau）
- 雷米湖赌场（Casino du Lac-Leamy）
- 市民之家（Maison du Citoyen）
- 亚历山德拉大桥（英语：Alexandra Bridge）（安大略-魁北克跨省大桥）

### 娱乐活动

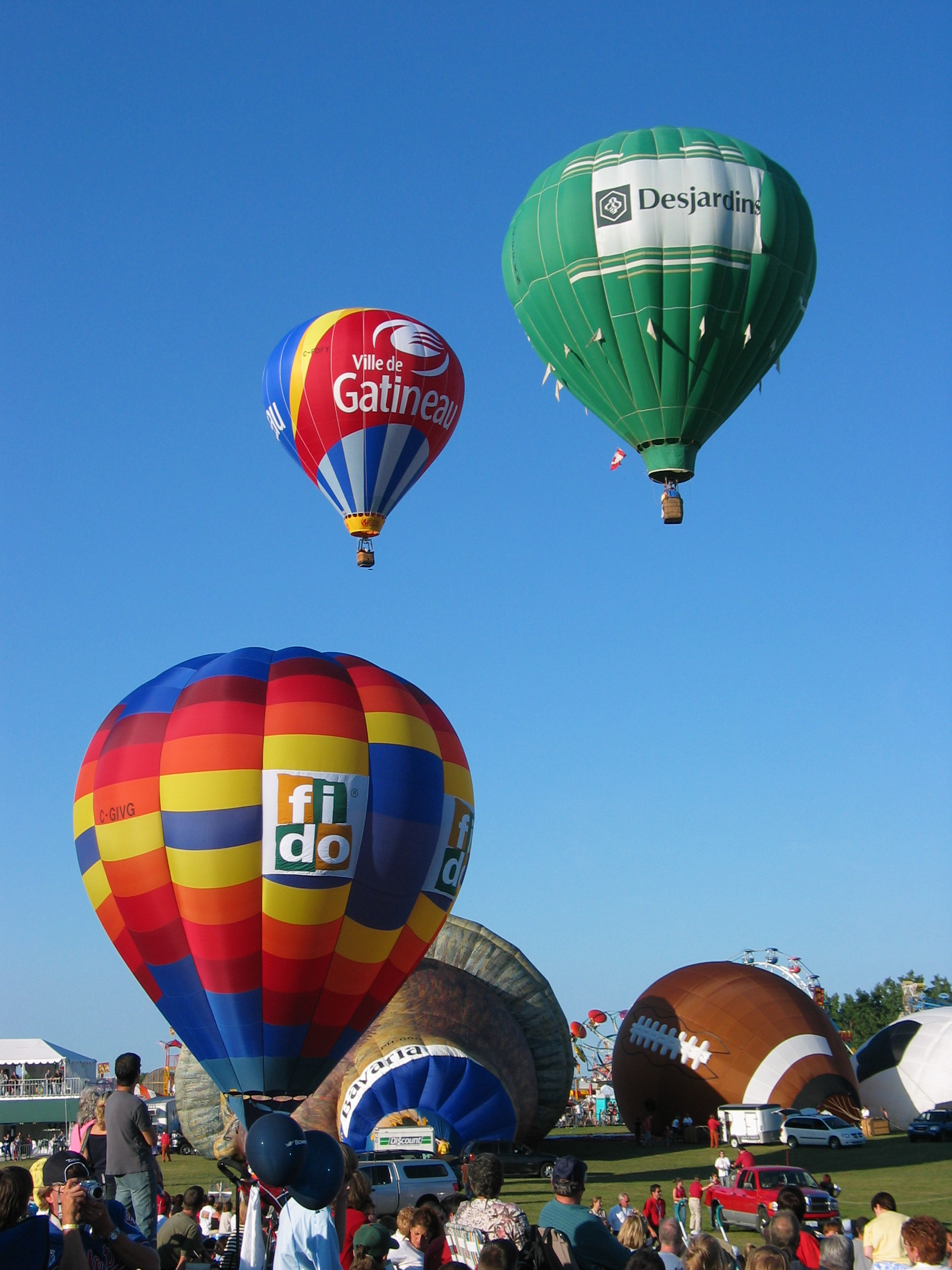
加蒂诺热气球节

每年八月，在雷米湖赌场会举行一次国际烟花大赛。在9月初的劳动节周末，加蒂诺举办热气球节，在天空中可以看到无数五颜六色的气球飞行。加蒂诺当地众多的公园是当地人喜欢的游乐场和休息场所。其中雅克·卡托尔公园（Jacques Cartier Park）会在Winterlude（冬季节）期间由国家首都委员会使用。
加蒂诺的夜生活主要集中在老赫尔（Vieux-Hull）地区，就位于联邦办公大楼的后方。有些酒吧和餐馆距离渥太华仅一箭之遥。安大略省的年轻人可能更喜欢这里，因为魁北克省的合法饮酒年龄为18岁，比安大略省小1岁。

### 媒体
加蒂诺是服务国家首都区域电视台和广播电台的授权城市（City of license），所有授权到加蒂诺播放的电视广播都使用法语。
加蒂诺当地的报纸是双语版的艾尔默通讯（Le Bulletin d'Aylmer）和西魁北克邮报（The West Quebec Post），这两份报纸都是周报。当时居民阅读的日报主要是基于安大略省出版，包括法语版的Le Droit，以及英语版的渥太华市民报和渥太华太阳报。

## 教育
魁北克省的教育体系跟加拿大其他地区不同，学生在高中毕业之后，大学入学之前，需要进入名为CEGEP（法语：Collège d'enseignement général et professionnel）的公立学校进修。CEGEP提供两种教育模式，为期2年的大学前或者为期3年的技术计划。
加蒂诺当地最重要的高等教育场所是乌塔韦魁北克大学（法语：Université du Québec en Outaouais 缩写：UQO），UQO一共有5500多名学生，主要开设社会科学课程。它拥有一个世界著名的心理学实验室。由于研究领域数量相对有限，因此不少当地的大学生就读于渥太华或者蒙特利尔的大学。除了UQO以外，加蒂诺还有两所CEGEP学院，分别是CEGEP乌塔韦（法语授课）和加蒂诺遗产学院（英语授课）。加蒂诺还有三所私立高中，其中包括一所全女子高中。当地初级和中级英语教育由西魁北克教育董事会管理。
从1995年开始，墨西哥国立自治大学在加蒂诺拥有一个校区。

## 交通
加蒂诺当地有一个小型机场，即加蒂诺-渥太华行政机场（Gatineau-Ottawa Executive Airport），可以停靠小型喷气机。机场内有一些定期航班可以前往魁北克省内的其他地方。但是加蒂诺当地市民一般更多使用附近的渥太华麦克唐纳－卡蒂埃国际机场或者蒙特利尔皮埃尔·埃利奥特·特鲁多国际机场。
渥太华和加蒂诺的公共交通系统基于不同的架构，分别是OC Transpo和Société de transport de L'Outaouais。两者的车票不能通用，但跨区转乘不需要支付附加费用。另外，加蒂诺各区均有STO公交车往返渥太华。艾尔默、赫尔地区计划在2028年底前建造轻轨系统（Gatineau LRT），与渥太华市的轻轨对接。

## 友好城市
- 法國 索恩河畔沙隆

## 外部連結
- 加蒂諾市公所（页面存档备份，存于） （法文、英文）
- 26公里21亿加币：2028年渥太华加蒂诺两市间将通轻轨
- 加拿大统计局（页面存档备份，存于）